# Osmia odontogaster
Osmia odontogaster là một loài Hymenoptera trong họ Megachilidae. Loài này được Cockerell mô tả khoa học năm 1897.